# Новое Веретье (Новгородская область)
Новое Веретье — деревня в Шимском районе Новгородской области в составе Медведского сельского поселения.

## География
Находится в западной части Новгородской области на расстоянии приблизительно 13 км на север-северо-запад по прямой от районного центра поселка Шимск.

## История
На карте 1840 года уже была отмечена как «1-й Роты 4-е Кап.». Входила в систему военных поселений в Новгородской губернии. На карте 1847 года отмечена как поселение с современным названием и со 106 дворами. В 1907 году здесь (деревня Новгородского уезда Новгородской губернии) было учтено 87 дворов.

## Население
Численность населения: 495 человек (1907 год), 112 (русские 94 %) в 2002 году, 89 в 2010.